# البهيموث

البهيموث و لوياثان, رسمة بالألوان المائية ل وليم بليك من كتابه كتاب رسومات وليم بليك لسفر أيوب.

البَهِيمُوث أو البَهِيمة (بالعبرية:בהמות) هو وحش خيالي ذُكر في سفر أيوب 24-40:15 تتراوح الهويات المقترحة له من مخلوق أسطوري إلى فيل أو فرس النهر أو وحيد القرن أو جاموس. مجازًا، أصبح الاسم مستخدمًا لأي كيان كبير جدًا أو قوي للغاية.

## وصفه

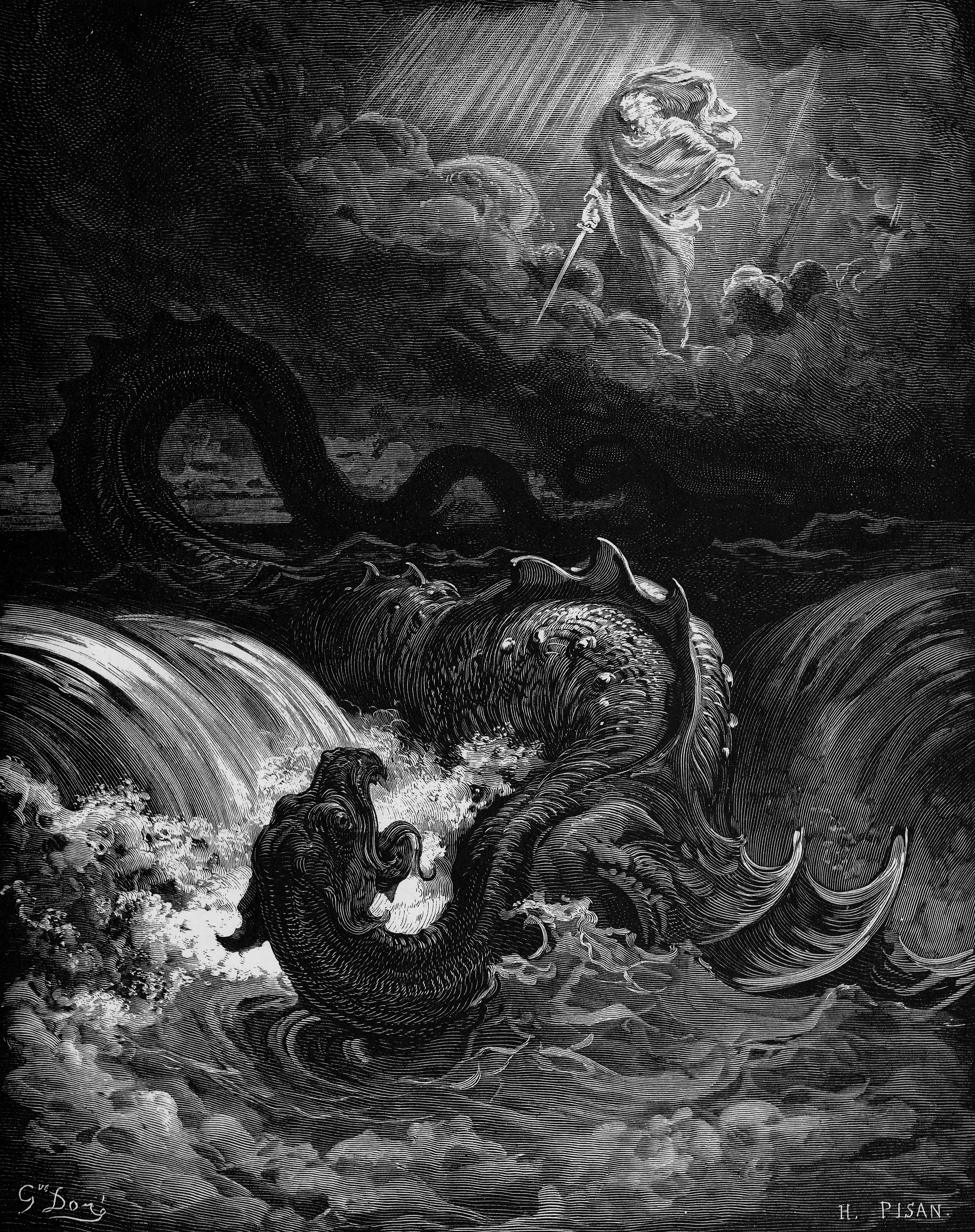
نقش يعود تاريخه إلى عام 1865 من قبل غوستاف دوريه.

يصف سفر أيوب بهيموث ثم مخلوق البحر لوياثان ليبرهن لأيوب عدم جدوى تقصي أو فهم الله، الذي وحده قام بخلق هذه المخلوقات، والذي وحده يستطيع ان يُمسك هذه المخلوقات، كلا الوحشين فوضويان وعديما انتظام، وقد دُمرا عند الخلق، على الرغم من عدم وجود مثل هذا الصراع في قصة الخلق في سفر التكوين.
سفر أيوب 24-40:15
15 «هُوَذَا بَهِيمُوثُ الَّذِي صَنَعْتُهُ مَعَكَ يَأْكُلُ الْعُشْبَ مِثْلَ الْبَقَرِ.
16 هَا هِيَ قُوَّتُهُ فِي مَتْنَيْهِ، وَشِدَّتُهُ فِي عَضَلِ بَطْنِهِ.
17 يَخْفِضُ ذَنَبَهُ كَأَرْزَةٍ. عُرُوقُ فَخِذَيْهِ مَضْفُورَةٌ.
18 عِظَامُهُ أَنَابِيبُ نُحَاسٍ، جِرْمُهَا حَدِيدٌ مَمْطُولٌ.
19 هُوَ أَوَّلُ أَعْمَالِ اللهِ. الَّذِي صَنَعَهُ أَعْطَاهُ سَيْفَهُ.
20 لأَنَّ الْجِبَالَ تُخْرِجُ لَهُ مَرْعًى، وَجَمِيعَ وُحُوشِ الْبَرِّ تَلْعَبُ هُنَاكَ.
21 تَحْتَ السِّدْرَاتِ يَضْطَجعُ فِي سِتْرِ الْقَصَبِ وَالْغَمِقَةِ.
22 تُظَلِّلُهُ السِّدْرَاتُ بِظِلِّهَا. يُحِيطُ بِهِ صَفْصَافُ السَّوَاقِي.
23 هُوَذَا النَّهْرُ يَفِيضُ فَلاَ يَفِرُّ هُوَ. يَطْمَئِنُّ وَلَوِ انْدَفَقَ الأُرْدُنُّ فِي فَمِهِ.
24 هَلْ يُؤْخَذُ مِنْ أَمَامِهِ؟ هَلْ يُثْقَبُ أَنْفُهُ بِخِزَامَةٍ؟»